# Kirchenregion Umbrien

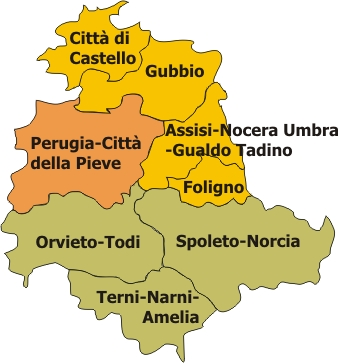
Karte der Kirchenregion

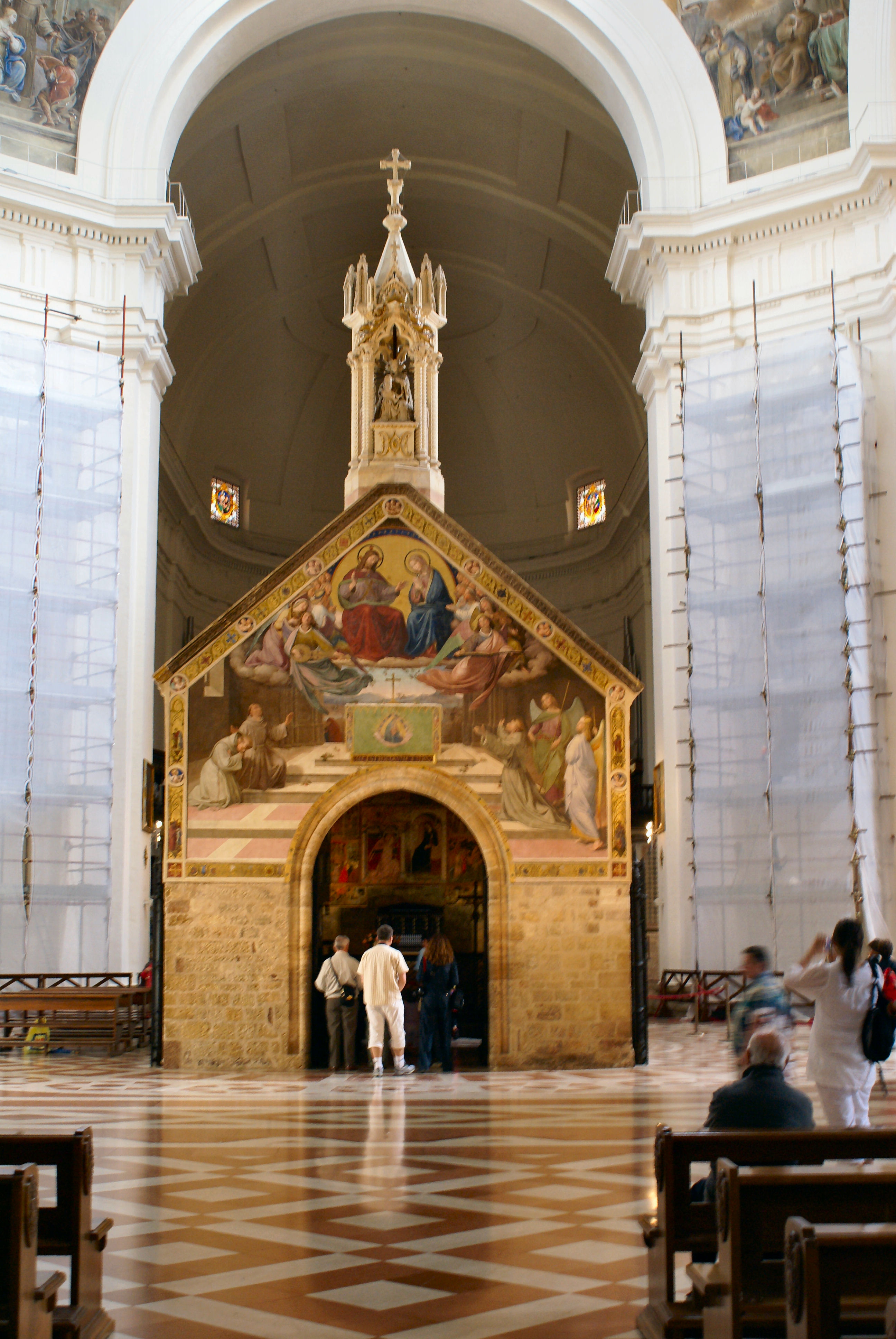
Die Portiunculakapelle,
Sterbeort des heiligen Franziskus

Die Kirchenregion Umbrien (ital. Regione ecclesiastica Umbria) ist eine der 16 Kirchenregionen der römisch-katholischen Kirche in Italien.
Territorial entspricht sie der italienischen Region Umbrien und umfasst acht Diözesen:

## Kirchenprovinz Perugia-Città della Pieve
- Erzbistum Perugia-Città della Pieve

1. Bistum Assisi-Nocera Umbra-Gualdo Tadino
2. Bistum Città di Castello
3. Bistum Foligno
4. Bistum Gubbio

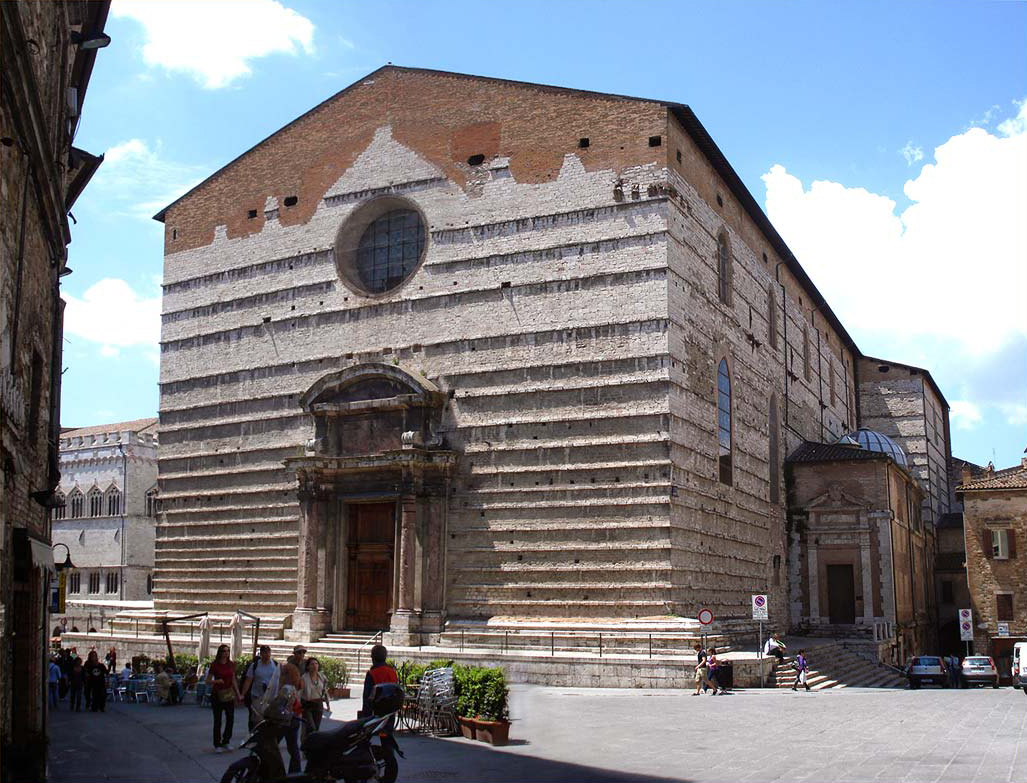
Der Dom von Perugia,
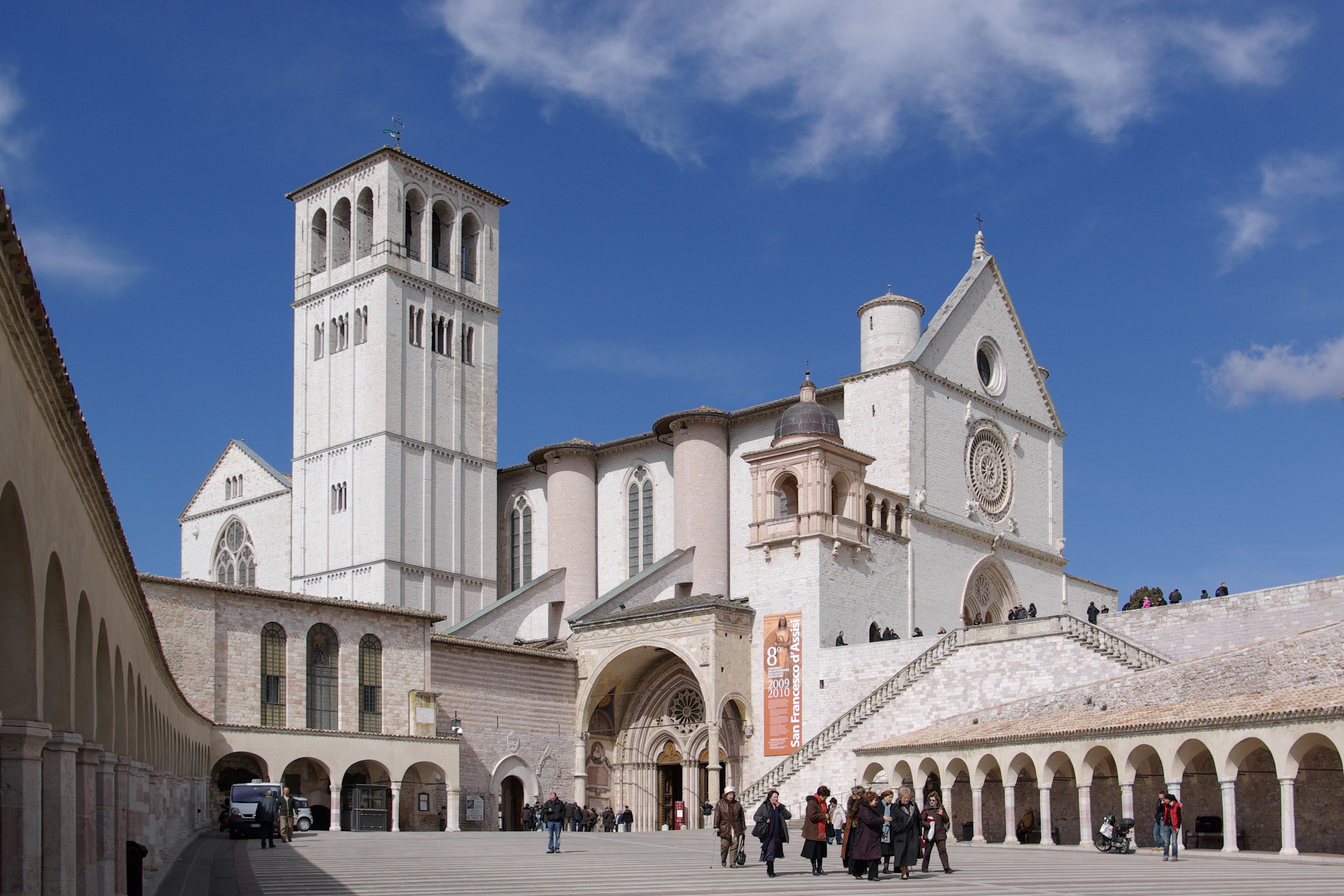
… Assisi,
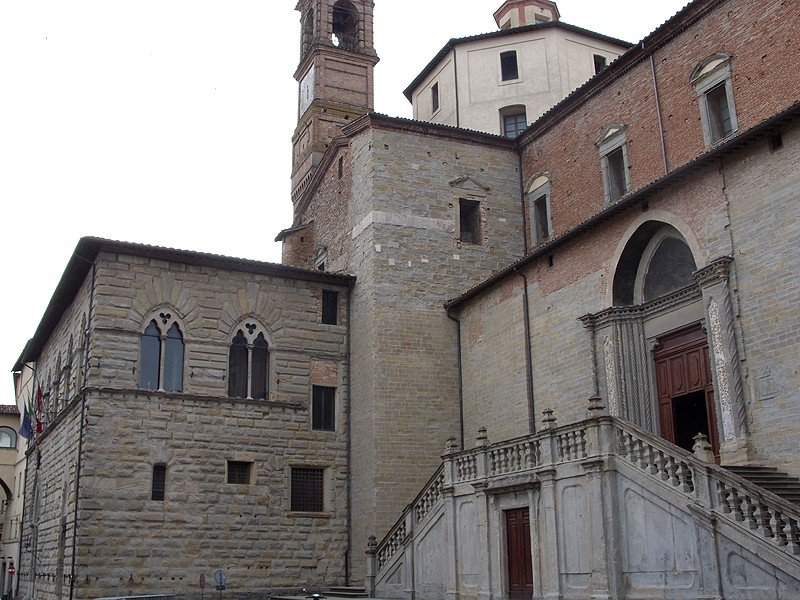
… Castello,
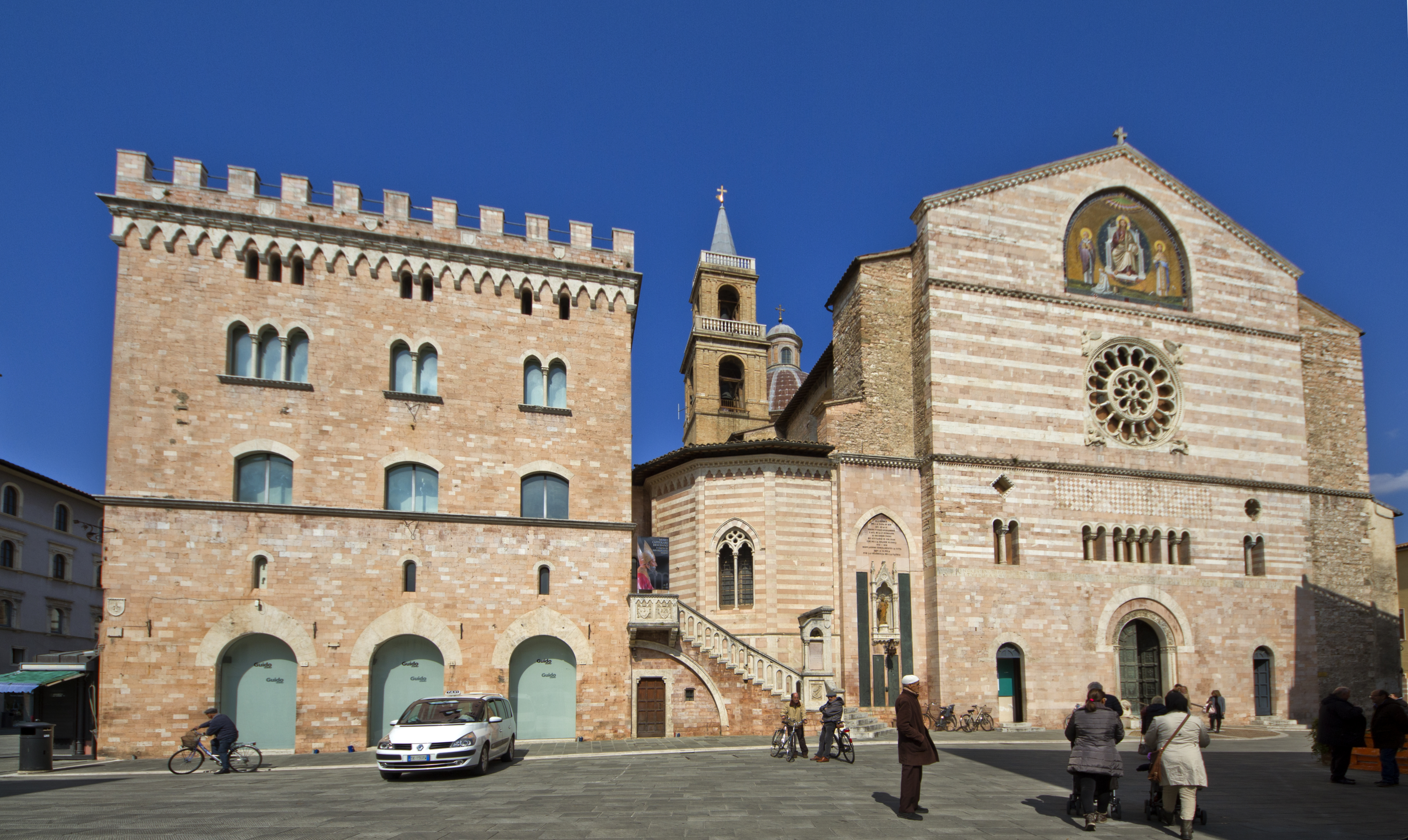
… Foligno,
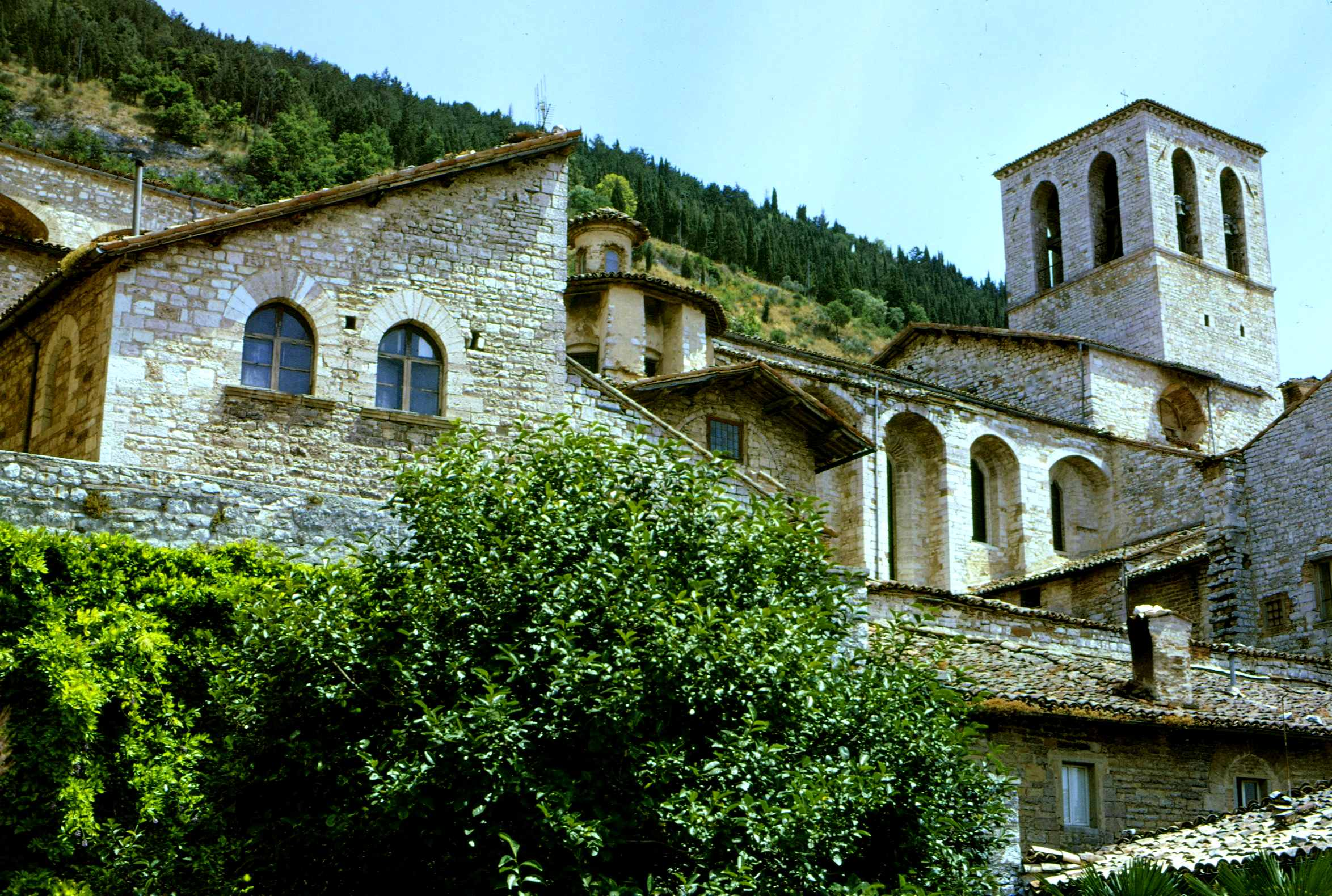
… und Gubbio.

## Immediate Diözesen
1. Bistum Orvieto-Todi
2. Erzbistum Spoleto-Norcia
3. Bistum Terni-Narni-Amelia

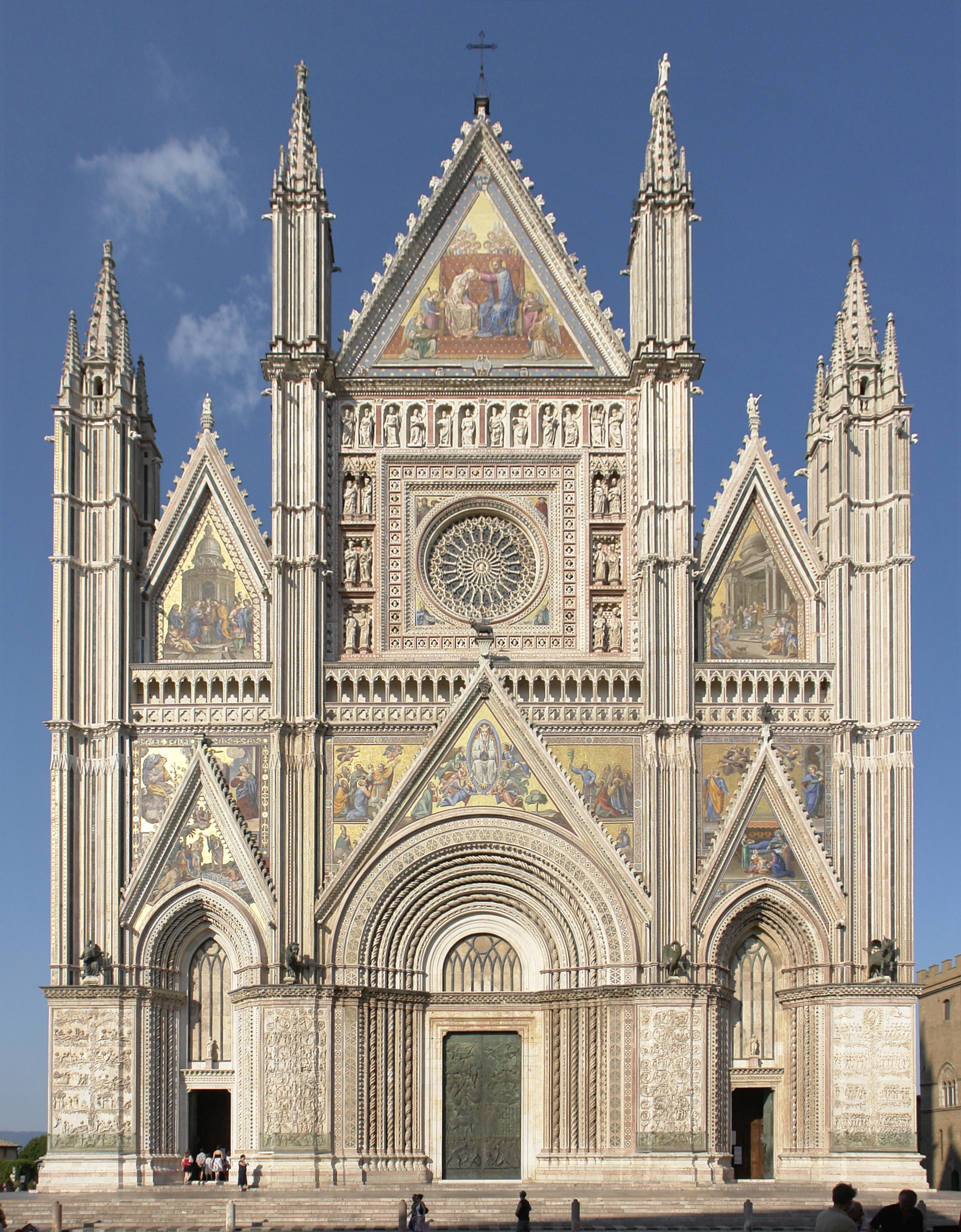
Der Dom von Orvieto,
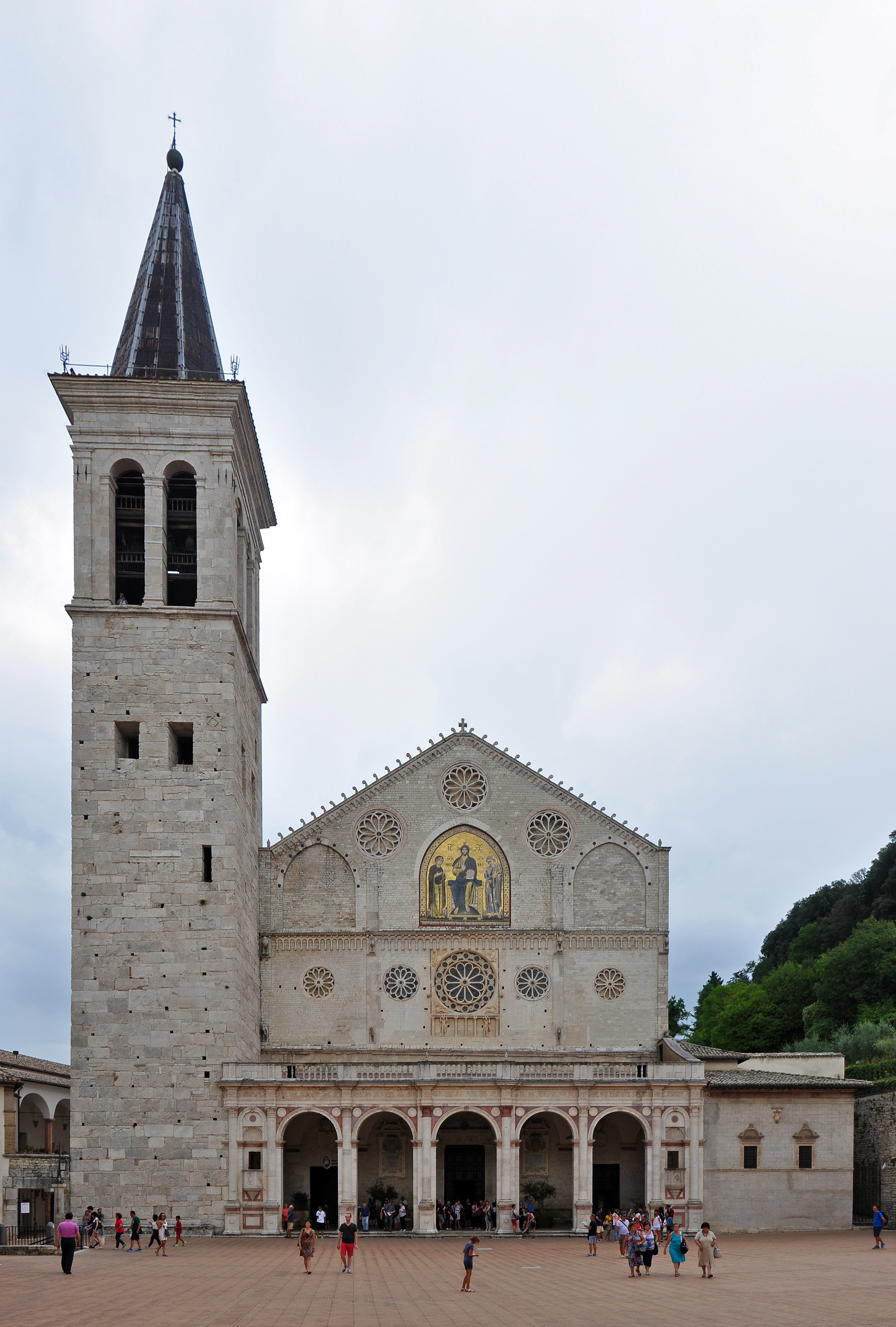
… Spoleto,
… und Terni.